# Элизиум — рай не на Земле
«Элизиум — рай не на Земле» (англ. Elysium) — американский научно-фантастический фильм сценариста и режиссёра Нила Бломкампа. Фильм сочетает социальную антиутопию с боевиком и отдельными элементами киберпанка и, по замыслу режиссёра, представляет собой аллегорическую критику современного капитализма. Премьера состоялась в августе 2013 года.

## Сюжет
Будущее, 2154 год. Земля страдает от перенаселения, болезней и войн. Самые богатые жители Земли покинули её и переселились на космическую станцию «Элизиум» с чистой окружающей средой и высшим уровнем здравоохранения, способным справиться с любой проблемой, вплоть до излечения рака, лучевой болезни, отращивания потерянных конечностей и т. д. Кроме того жители Элизиума, вероятно, бессмертны или могут жить гораздо дольше обычных людей, так как омолаживают свой организм. Остальные живут в трущобах на Земле, где вынуждены бороться за выживание, в опасных и вредных условиях окружающей среды и труда. Обычных землян на «Элизиум» не пускают даже полечиться, а жители «Элизиума» прилетают на Землю лишь на время, проконтролировать, как идут дела на производствах и в сфере контроля за населением Земли, ставшим своеобразными рабами для жителей станции, заменивших мировое правительство.
Главный герой — Макс Да Коста. Он живёт в трущобах Лос-Анджелеса. Детство провёл в приюте, подростком стал воровать, полагая что сможет купить себе «билет» (речь идет о нелегальном получении «гражданства», так как в Элизиуме может жить элита общества, в которую нельзя попасть обычному человеку, даже за деньги) на Элизиум, затем попал в банду угонщиков и много лет провёл за решёткой. К началу сюжета — осуждён условно. Теперь он работает на заводе компании «Armadyne», покончив с преступным прошлым. По иронии судьбы он собирает дроидов, в задачи которых входит контролировать население планеты и осуществлять функции силовых структур и охраны элиты. Когда робот-солдат ломает ему руку, Макс идёт в местную больницу и встречает там Фрей — свою подругу детства, которую он не видел несколько лет. Макс назначает ей свидание.
На следующий день на фабрике происходит инцидент (неисправность защитной двери). Под угрозой увольнения мастер участка приказывает Максу нарушить технику безопасности, чтобы разобраться в поломке, и в результате тот получает смертельную дозу радиации. Робот-врач сообщает герою, что ему осталось жить всего пять дней (фаза ходячего трупа при лучевой болезни). Он предлагает подписать бумагу об отказе от претензий к заводу в обмен на получение лекарства, которое позволило бы организму Макса нормально функционировать до самой смерти. Это лекарство лишь снимает симптомы, а полностью вылечить Макса возможно только на Элизиуме. Директору компании (и создателю Элизиума) Карлайлу сообщают о несчастном случае, но его больше беспокоит радиоактивное заражение пола, на котором лежит рабочий, чем его жизнь. Он увольняет Макса, и его отпускают домой.
Тем временем министр обороны Элизиума госпожа Делакур (Джоди Фостер) приказывает уничтожить корабли с землянами, пытавшимися попасть на Элизиум, чтобы нелегально воспользоваться медицинской помощью. Президент делает ей выговор и требует уволить агента Крюгера (Шарлто Копли), чьими руками Делакур провела операцию. Делакур подговаривает директора Карлайла организовать переворот "в пользу более эффективного президента", подразумевая себя, а взамен обещает его компании выгодные контракты на ближайшие 200 лет. Это сулит Карлайлу большой доход, ведь, как и другие граждане Элизиума, он может омолаживать свой организм, и контракты будут исполняться при его жизни. Карлайл соглашается, и сообщает, что может написать программу перезагрузки Элизиума, во время которой прежний президент вполне может "нечаянно исчезнуть". Вернувшись в свой офис на Земле, он пишет соответствующую программу и загружает её единственный экземпляр в собственный мозговой имплант для хранения информации, зашифровав её таким образом, что тот, кто попробует перезагрузить системы Элизиума без Карлайла, умрёт.
Макс со своим другом Хулио идёт к гангстеру по кличке Паук, который занимается отправкой людей на Элизиум. В качестве оплаты он предлагает им достать из мозга какого-нибудь гражданина Элизиума номера банковских счетов и пароли к ним. Макс из чувства мести выбирает в качестве объекта для грабежа бывшего работодателя, Карлайла. Поскольку Макс еле ходит после облучения радиацией, в его тело вживляют специальный экзокостюм, значительно увеличивающий физическую силу. Макс с людьми Паука сбивают летающий «Bugatti» Карлайла, серьёзно ранив его в перестрелке с дроидами-телохранителями. Макс с помощью Сандро, работающего на Паука, перекачивает данные в свой мозг. Но информация оказывается закодированной. Министр Делакур посылает агента Крюгера вернуть секретные данные. В бою с ним погибает друг Макса Хулио. Сам Макс уходит от погони и прячется в доме у Фрей. Карлайл умирает от потери крови, а Делакур, чтобы поймать Макса, вводит бесполётную зону над Лос-Анджелесом.
Тем временем Макс дома у Фрей знакомится с её дочкой Матильдой, которая больна лейкемией. Фрей просит Макса помочь ей попасть на Элизиум. Но он отказывается, так как не хочет, чтобы она оказалась в опасности. После того как Макс уходит, в дом Фрей врывается Крюгер и пытается узнать, где находится Макс. Крюгер уводит Фрей с дочерью в шаттл. Паук сообщает Максу, что в его голове находится программа перезагрузки Элизиума, которая могла бы сделать всех жителей Земли гражданами Элизиума. Но он не может доставить Макса на Элизиум из-за бесполётной зоны. Тогда Макс сдаётся Крюгеру и, держа в руке гранату с выдернутой чекой, соглашается отдать данные из своей головы, если тот отведёт его к медицинской капсуле.
На подлёте к Элизиуму вспыхивает драка, граната выпадает из руки Макса и взрывается, разрывая Крюгеру половину черепа. Корабль терпит крушение на Элизиуме. Фрей пытается отнести свою дочь в медкапсулу, однако устройство отказывается её лечить, так как Матильда — не гражданка Элизиума. Их и Макса ловит охрана Элизиума и Делакур отдаёт приказ извлечь данные из мозга Макса, не обращая внимания на то, что это приведёт к его смерти. Макс вырывается и сбегает. Тем временем Паук, узнав, что бесполётная зона отменена, вместе со своими людьми прибывает на Элизиум и находит Макса.
Наёмники восстанавливают лицо едва живого Крюгера с помощью технологий Элизиума и он принимает решение снести всех на пути к власти над Элизиумом и Землёй, мотивируя это продажностью политиков. После этого он убивает Делакур, а его шайка устраивает террор. Макс вступает в схватку с террористами и постепенно одерживает над ними верх, последним одолевая Крюгера. Паук хочет использовать данные из мозга Макса, чтобы перезагрузить систему Элизиума и сделать всех землян его гражданами, но предупреждает, что извлечение этих данных приведёт к смерти Макса. После колебаний Макс разрешает извлечь данные и умирает, отдав жизнь ради того, чтобы уравнять права людей. Роботы-солдаты теперь не нападают на Паука, поскольку им запрещено действовать против жителей Элизиума.
Дочка Фрей излечивается от лейкемии. На Землю прилетают корабли с медицинскими капсулами, и теперь все жители Земли могут получать такую же медицинскую помощь, как на Элизиуме.

## В ролях
В фильме задействовано свыше 60 актёров, не считая актёров массовки.
| Актёр                                              | Роль                                                          |
| -------------------------------------------------- | ------------------------------------------------------------- |
| Мэтт Деймон                                        | Макс Да Коста (Max Da Costa)                                  |
| Алисе Брага                                        | Фрей Сантьяго (Frey Santiago)                                 |
| Джоди Фостер                                       | министр обороны Джессика Делакур (minister Jessica Delacourt) |
| Фаран Таир                                         | президент Патель (President Patel)                            |
| Уильям Фихтнер                                     | Джон Карлайл (John Carlyle)                                   |
| Шарлто Копли                                       | агент М. Крюгер (Agent C.M. Kruger)                           |
| Диего Луна                                         | Хулио (Julio)                                                 |
| Вагнер Моура                                       | Паук (Spider)                                                 |
| Брэндон Оре                                        | Дрейк (Drake)                                                 |
| Джош Блэкер                                        | Кроу (Crowe)                                                  |
| Эмма Трембле                                       | Матильда (Matilda)                                            |
| Хосе Пабло Кантильо                                | Сандро (Sandro)                                               |
| Максвелл Перри Коттон (англ. Maxwell Perry Cotton) | юный Макс (Young Max)                                         |
| Валентина Хирон                                    | юная Фрей (Young Frey)                                        |
| Адриан Холмс                                       | Мануэл (Manuel)                                               |
| Джаред Кисо (англ. Jared Keeso)                    | Рико (Rico)                                                   |
| Карли Поуп                                         | агент (CCB Agent)                                             |
| Она Грауэр                                         | агент (CCB Agent)                                             |
| Майкл Шэнкс                                        | агент (CCB Agent)                                             |
| Кристина Кокс                                      | агент (CCB Agent)                                             |
| Терри Чен (англ. Terry Chen)                       | техник (Technician)                                           |
| Крис Хумфрейс (англ. Chris Humphreys)              | представитель Пенни (Representative Penny)                    |
| Майк Митчелл (англ. Mike Mitchell (artist))        | мастер (Foreman)                                              |
| Алехандро Рае (исп. Alejandro Rae)                 | гангстер (Gangster)                                           |
| Кендалл Кросс (англ. Kendall Cross (actress))      | эскорт инвестора (Armadyne Investor)                          |
| Майкл Мэндо                                        | Рико (Rico (uncredited))                                      |
| Талиса Сото                                        | Тиша (Tisha (uncredited)                                      |

## Создание

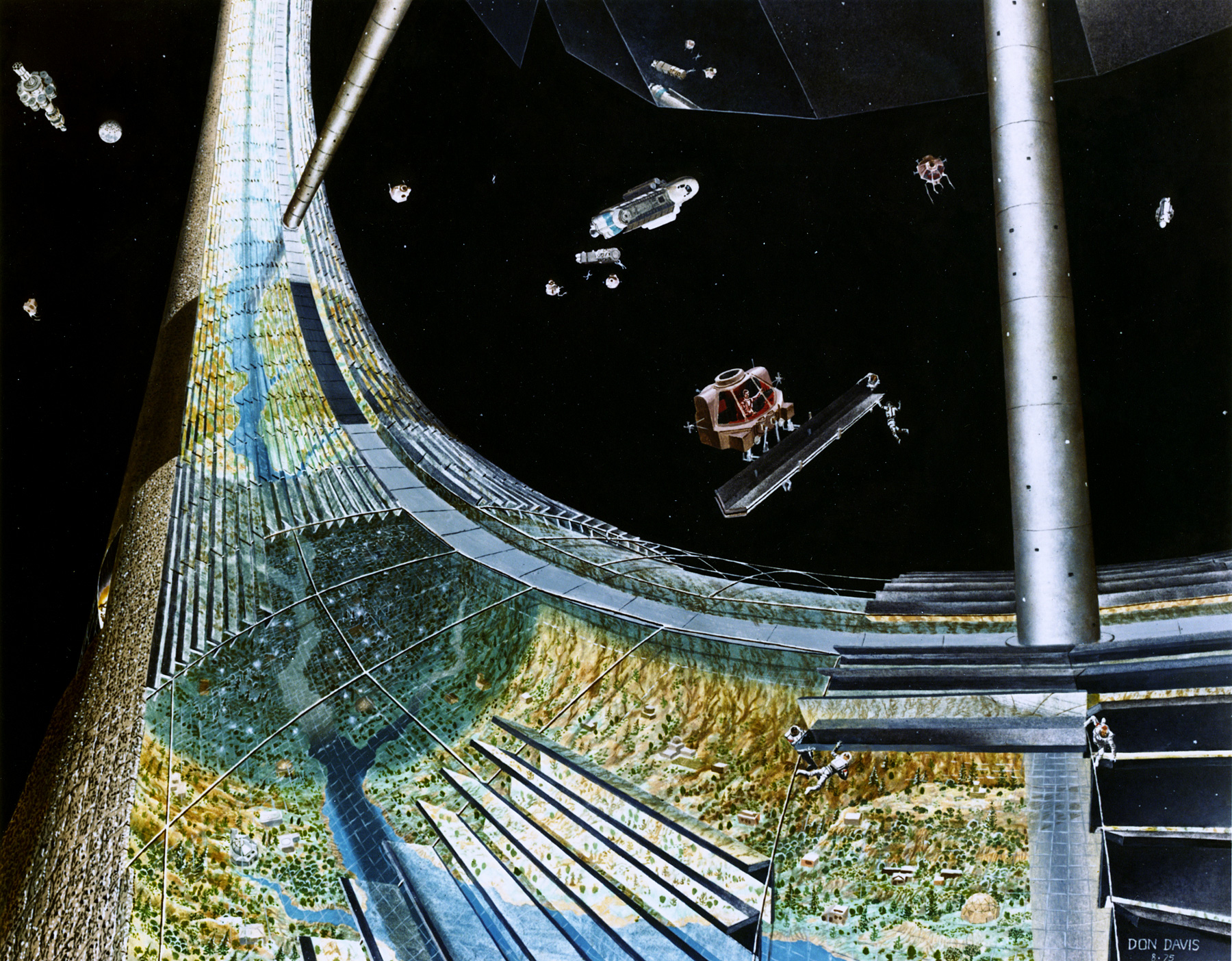
Стэнфордский тор — принцип устройства Элизиума.

Источником вдохновения для Бломкампа послужили его впечатления от поездки по Мексике, а также от социального расслоения в его родной ЮАР. Режиссёр решил показать жизнь в трущобах и разрыв между богатыми и бедными через призму фантастики.
Съёмки начались в июле 2011 года и проходили в Ванкувере, парке Бэа Крик, Мехико и Пунта-де-Мита. Бломкамп принципиально настаивал на том, чтобы снять часть сцен в реальных трущобах и свалках Мехико, несмотря на опасность для съёмочной группы и недовольство продюсеров 
Первым претендентом на роль Макса Да Коста был рэпер Эминем. Он соглашался на роль с условием, что съёмки будут проходить в родном Детройте и в это время он будет записывать свой альбом Recovery, но ему было отказано. Потом предложение сняться в фильме получал участник южноафриканской хип-хоп команды Die Antwoord Ниндзя. Но и он отказался от этой роли, посчитав её «слишком ответственной» для новичка. В конце концов, на главную роль был утверждён Мэтт Деймон.
Время действия фильма — 2154 год — в точности совпадает со временем действия в фантастическом фильме «Аватар», при этом сам режиссёр утверждает, что выбор даты был случайным.
При создании образа Крюгера в «Элизиуме» актёр Шарлто Копли вдохновлялся прототипами реальных солдат. В армии ЮАР с 1975 по 1993 годы существовал знаменитый 32-й батальон, иногда называемый батальоном «буйволов», который комплектовался в том числе и наёмниками и пользовался дурной славой, но в то же время был очень уважаемым. Эти солдаты участвовали в череде африканских освободительных войн и конфликтов того времени. Актёр многое напрямую позаимствовал из их внешнего вида: бороду, униформу, а также изучал их повадки и привычки.
Премьера была изначально назначена на 1 марта, но позже перенесена на 9 августа 2013 года. В апреле 2013 года выпущен трейлер.

## Прокат
Премьера в Израиле, Казахстане и России состоялась 8 августа 2013 года, в США, Турции и Швеции — 9 августа 2013 года, в Австралии, Германии и Сингапуре — 15 августа 2013 года.

## Отзывы
Фильм получил умеренно положительные отзывы кинокритиков. На Rotten Tomatoes рейтинг картины составляет 68 %, на Metacritic — 62 %. В российской прессе, по данным агрегатора «Критиканство», фильм получил среднюю оценку 6,8 из 10. Критики похвалили фильм за социальный подтекст и образ антиутопического мира будущего, но отметили некоторую вторичность сюжета и излишнюю прямолинейность подтекста.
Некоторые журналисты отмечали схожесть сюжетов «Элизиума» и фильма «Джонни-мнемоник» 1995 года.